# Itauguá
Itauguá − miasto paragwajskie położone w departamencie Central.
Miasto założone zostało roku 1728, a znane jest ze specyficznej sztuki wytwarzania wyrobów koronkarskich, zwanej ñandutí (co w powszechnie używanym w Paragwaju języku Guarani oznacza sieć pajęczą). Według spisu ludności miasto liczyło w 1992 roku 13910 mieszkańców, a w 2002 już 47596 mieszkańców.
W mieście znajduje się muzeum San Rafael posiadające wiele cennych obiektów z okresu kolonialnego.